# Бамбуковая куропатка
Бамбуковая куропатка (Bambusicola fytchii) — птица семейства Фазановые.

## Описание
Бамбуковая куропатка длиной от 25 до 30 см. Длинный, клиновидный хвост от 9 до 13 см. Половой диморфизм выражен слабо, тем не менее, самец немного крупнее и имеет сильные шпоры. Длина крыльев составляет от 129 до 156 мм, вес птицы — от 250 до 400 г. Клюв длиной 18—20 мм чёрно-коричневый у самца, у самки несколько светлее. Радужина от коричневого до желтовато-коричневого цвета, ноги оливково-коричневого цвета.
На фоне тёмно-рыжей верхушки головы и затылка выделяется бежевая «бровь», переходящая у самца в тонкую чёрную полосу вниз от глаз, у самки в тёмную красно-коричневую полосу. Охряная окраска кроющих уха, подбородка и горла проходит по верху шеи и переходит в окраску груди, имеющей на белёсом фоне крупные, каштановые пятна. Пятна имеются также на оливково-сером оперении спины, плеч и крыльев. Нижняя часть и боковые стороны тела белёсые и имеют чёрный, сердцевидный рисунок с широкой кромкой, отсутствующий на середине брюха. 

## Распространение
Бамбуковая куропатка распространена на северо-востоке Индии, в восточном Бангладеш, в китайских провинциях Юньнань и Сычуань, а также на севере Мьянмы, Таиланда, Лаоса и Вьетнама, где она заселяет полуоткрытые, поросшие кустарником ландшафты и редколесье. Предпочитает
опушки леса на высоте от 500 до 3000 м над уровнем моря. Обитает в рощах бамбука, а также в ивовых и дубовых лесах. Нередко можно найти птиц вблизи поселений человека.

## Питание
Бамбуковая куропатка питается почками, ростками трав, ягодами и насекомыми, которых ищет, копаясь в земле, в утренние и вечерние часы.

## Размножение
Бамбуковая куропатка чаще живёт в семейных группах по 5—6 особей. Они держатся зимой все вместе, а начиная с марта на северо-востоке Индии распадаются. Самцы начинают обозначать свой участок громкими призывами. Период гнездования начинается в апреле или мае и продолжается самое большее вплоть до июля. Гнездо — это углубление в растительности, выложенное несколькими соломинками. В кладке 5—6 яиц от светло-бежевого до коричневого цвета. Высиживание длится 18—19 дней. Самец не участвует в высиживании.